# Ramon Llull
Ramon Llull (født 1232, død 29. juni 1315) (latin: Raimundus eller Raymundus Lullus eller Lullius; spansk Raimundo Lulio) var en mallorcansk forfatter og filosof. Han skrev romanen Blanquerna, det tidligste væsentlige værk i catalansk litteratur. Nyligt opdagede manuskripter viser, at han kom eftertidens valgteorier i forkøbet med flere hundreder år. Han betragtes af og til som en pioner inden for teoretisk informatik, især i betragtning af hans indflydelse på Gottfried Leibniz. Llull er en velkendt fortolker af romerretten.